# Суэйм, Николас
Николас Суэйм (англ. Nicolas Swaim; 8 ноября 1977) — футболист и футбольный тренер с Северных Марианских Островов. Лидер по количеству сыгранных матчей за сборную Северных Марианских Островов по футболу.

## Карьера в сборной
Дебютировал за сборную Северных Марианских Островов 27 апреля 2008 года в матче со сборной Гуама (2:3). Интересно, что в этом матче он также являлся главным тренером сборной. За день до этого, Суэйм в качестве главного тренера провёл игру женской сборной Северных Марианских Островов против соперниц из Гуама (0:0).
В дальнейшем Суэйм регулярно участвовал в матчах сборной и 15 марта 2009 года, в рамках первого отборочного раунда чемпионата Восточной Азии 2010, забил свой первый гол в матче против Монголии.
В 2010 году он вновь стал главным тренером сборной в товарищеской встрече против сборной Гуама. Как и в 2008 году, Суэйм был не только тренером, но и сам вышел на поле и даже был капитаном команды.
По состоянию на 4 сентября 2018 года, Суэйм сыграл 18 матчей и забил 2 гола за сборную Северных Марианских Островов. Является лидером по количеству сыгранных матчей в составе сборной.